# Liste de compositeurs lettons
Cette page propose une liste de compositeurs lettons.
- Haut – A
- B
- C
- D
- E
- F
- G
- H
- I
- J
- K
- L
- M
- N
- O
- P
- Q
- R
- S
- T
- U
- V
- W
- X
- Y
- Z

## A
- Ādolfs Ābele (lv)
- Andris Ābelīte (lv)
- Nikolajs Alunāns (lv)

## B
- Pēteris Barisons
- Baumaņu Kārlis
- Valentīns Bērzkalns (lv)
- Ivars Birkāns (lv)
- Mārtiņš Brauns (lv)
- Aleksandrs Būmanis (lv)

## C
- Jānis Cīrulis (lv)

## D
- Imants Daksis (lv)
- Volfgangs Dārziņš (lv)
- Emīls Dārziņš
- Rihards Dubra

## E
- Maija Einfelde
- Enijs Maiks (lv)
- Ēriks Ešenvalds

## F
- Alfrēds Feils (lv)
- Gunārs Freidenfelds (lv)
- Mārtiņš Freimanis (lv)

## G
- Lūcija Garūta
- Jēkabs Graubiņš (lv)
- Oļģerts Grāvītis (lv)
- Miķelis Gruzītis (lv)

## H
- Jana Hermann (lv)

## I
- Jānis Ivanovs

## J
- Romualds Jermaks (lv)
- Brāļi Jurjāni (lv)
- Andrejs Jurjāns (lv)
- Juris Jurjāns (mežradznieks) (lv)
- Pāvuls Jurjāns (lv)

## K
- Aivars Kalējs (lv)
- Aldonis Kalniņš (lv)
- Alfrēds Kalniņš
- Imants Kalniņš
- Jānis Kalniņš
- Romualds Kalsons (lv)
- Valters Kaminskis (lv)
- Juris Karlsons
- Aleksandrs Kublinskis (lv)

## Ķ
- Tālivaldis Ķeniņš
- Jānis Ķepītis (lv)

## L
- Kārlis Lācis (lv)
- Vineta Līce (lv)
- Zigmars Liepiņš (lv)
- Zigismunds Lorencs (lv)
- Jānis Lūsēns (lv)

## M
- Uldis Marhilēvičs (lv)
- Arturs Maskats (lv)
- Jānis Mediņš
- Jāzeps Mediņš
- Jēkabs Mediņš
- Emilis Melngailis (lv)
- Imants Mežaraups (lv)
- Valdis Muktupāvels (lv)

## N
- Jēkabs Nīmanis (lv)
- Jānis Norvilis (lv)

## O
- Gunārs Ordelovskis (lv)
- Valdemārs Ozoliņš (lv)

## P
- Raimonds Pauls
- Helmers Pavasars (lv)
- Georgs Pelēcis
- Gundaris Pone
- Jēkabs Poruks (lv)
- Uģis Prauliņš (lv)
- Valts Pūce (lv)

## R
- Ģederts Ramans (lv)
- Imants Ramiņš (lv)

## S
- Vilnis Salaks (lv)
- Modris Skaistkalns (lv)
- Ādolfs Skulte
- Burhards Sosārs (lv)
- Uldis Stabulnieks (lv)
- Atis Stepiņš (lv)
- Jānis Straume (komponists) (lv)
- Pauls Šuberts (lv)

## V
- Lolita Vambute (lv)
- Pēteris Vasks
- Andris Vecumnieks
- Anna Veismane (lv)
- Ernests Vīgners (lv)
- Ivars Vīgners (lv)
- Viktors Baštiks (lv)
- Jāzeps Vītols

## Z
- Alnis Zaķis (lv)
- Jānis Zālītis

- Marģeris Zariņš (lv)
- Arvīds Žilinskis (lv)

- Kārlis Zigmunds (lv)

- Haut – A
- B
- C
- D
- E
- F
- G
- H
- I
- J
- K
- L
- M
- N
- O
- P
- Q
- R
- S
- T
- U
- V
- W
- X
- Y
- Z